# Khem Karan
Khem Karan (ook gespeld als Khemkaran) is een nagar panchayat (plaats) in het district Tarn Taran van de Indiase staat Punjab. 

## Demografie
Volgens de Indiase volkstelling van 2001 wonen er 11.938 mensen in Khem Karan, waarvan 55% mannelijk en 45% vrouwelijk is. De plaats heeft een alfabetiseringsgraad van 47%.